# Mancha (suciedad)

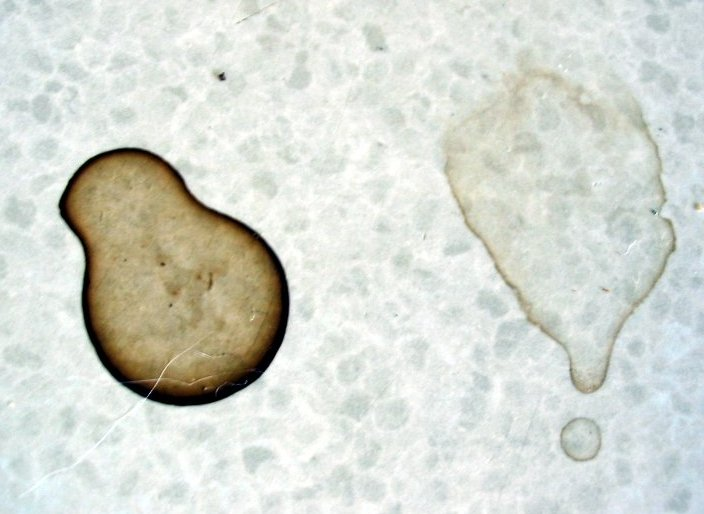
Manchas de café

Una mancha es un área de decoloración o de un color diferente que generalmente se distingue fácilmente del resto de la superficie, material o medio sobre la que se encuentra. Su distribución suele no ser uniforme, y generalmente se genera accidentalmente (es el caso de las manchas sobre tejido, tela u otros materiales), aunque también puede ser intencional: es el caso de las manchas utilizadas en la investigación (tinción bioquímica), la tecnología (tinción de metales) y el arte (tinción de madera, tinción de vidrio).

## Sustancias que pueden crear manchas
Hay diferentes sustancias que pueden causar manchas de mayor o menor importancia sobre diferentes tipos de materiales. La resistencia a las manchas es una característica importante buscada en la moderna ingeniería textil.
- sangre
- chocolate
- café
- fruto (los jugos, en particular el zumo de naranja)
- hierba
- grasa
- tinta (en particular la de un rotulador permanente)
- pintura
- petróleo
- salsas (en particular sobre la base de tomate)
- soda (en particular de soda con naranja)
- sudor
- semen
- vino
- Lejìa
- Fluidos (como orina y heces)

## Quitamanchas
Algunas manchas desaparecen con un lavado más o menos fuerte, pero existen diferentes técnicas más sofisticadas de lavado para tratar de eliminar o minimizar, una vez hechas, las manchas más resistentes. Hay quitamanchas que son un tipo importante de productos detergentes químicos que se utilizan en las tintorerías. También existen algunos quitamanchas para el hogar.
- amoníaco (no mezclar con lejía)
- vinagre
- bicarbonato de sodio
- alcohol
- peróxido de hidrógeno
- crema tártara
- sol
- sifón

## Nota
1. ↑  Jeff Bredenberg (31 de diciembre de 2007). How to Cheat at Organizing: Quick, Clutter-Clobbering Ways to Simplify Your Life. Taunton Press. pp. 34 -. ISBN 9781561589401. Consultado el 9 de junio de 2011.
2. ↑  «Junk Removal SW3 Brompton». Consultado el 21 de octubre de 2023.

- Datos: Q2733470
- Multimedia: Stains / Q2733470